# لی جان شو
لی جان شو (به چینی: 栗战书) (م. ۳۰ اوت ۱۹۵۰) سیاستمدار چینی و رئیس کنونی کمیته دائمی کنگره ملی خلق، بدنه رهبری‌کننده نهاد عالی قانونگذاری چین است. او از اعضای کمیته دائمی پلیتبورو، نهاد عالی تصمیم‌سازی چین است. لی فعالیت سیاسی خود را در مناطق روستایی استان هبئی که اهل آنجاست شروع کرد و به عنوان دبیر حزب کمونیست شی‌آن، فرماندار استان هیلونگجیانگ و دبیر حزبی استان گویی ژو پله‌پله در سلسله مراتب حزبی ترقی کرد. در سال ۲۰۱۲ انتقال یافت و رئیس دفتر کل حزب کمونیست چین شد. در پی ۱۸مین کنگره حزب، لی یکی از مشاورین ارشد شی جین پینگ دبیرکل حزب شد.